# Восхищение Лол Стайн
Восхищение Лол Стайн (фр. Le ravissement de Lol V. Stein) — психологический роман французской писательницы Маргерит Дюрас (1964).
По мнению американского критика, романом «Восхищение Лол Стайн» Дюрас начала подбираться к славе, которую завоевала 20 лет спустя повестью «Любовник». Роман включён в список 100 книжек XX века согласно Лё Монд. Аудиокнигу «Восхищение Лол Стайн» записала актриса Фанни Ардан.

## Сюжет
История женщины по имени Лол Стайн, пережившей некогда разрыв со своим женихом и спустя 10 лет, уже замужней дамой и матерью троих детей, возвращающейся в места своей молодости, встречающей там некогда утешившую её подругу Татьяну и вступающей в сложные отношения с её теперешним окружением, рассказывается, как выясняется в ходе повествования, героем-мужчиной Жаком, сперва любовником Татьяны, а затем — самой Лол.